# Тулькарм (провинция)
Тулькарм (араб. محافظة طولكرم‎) — одна из 16 провинций Палестинской автономии, расположена на северо-западе Западного берега реки Иордан.
Территория — 268 квадратных километров. Согласно переписи 2017 года, население провинции составляет 186 760 человек